# Maria Jolas
Pour les articles homonymes, voir Jolas.
Maria Jolas, née Maria McDonald à Louisville (Kentucky) aux États-Unis le 12 janvier 1893 et morte à Paris le 4 mars 1987, est avec son mari Eugene Jolas la fondatrice de la revue littéraire transition à Paris.

## Biographie
Maria Jolas est d'origine sudiste et appartient à une longue lignée (elle est l'arrière-petite-nièce du président Thomas Jefferson) ; on se souvenait, dans sa famille, d'avoir eu des esclaves. Mais en 1919, elle part à l'aventure, pour apprendre le chant, en Europe et tout particulièrement à Paris. Elle fait partie de cette grande et célèbre génération des Américains de Paris.  
De 1927 à 1930, Eugène et Maria Jolas sont locataires de « La Boisserie » à Colombey les Deux Églises (avant son rachat par le Général de Gaulle en juin 1934) d’où ils lancent leur revue littéraire.
Au printemps 1940, Maria Jolas, qui a déménagé dans un château situé près de Saint-Gérand-le-Puy l'école bilingue pour les expatriés américains qu'elle a créée à Neuilly vers 1925, propose à son amie Peggy Guggenheim d'y héberger tout ou partie de son importante collection de tableaux (Kandinsky, Klee, Picabia, Juan Gris, Léger, Gleizes, Marcoussis, Delaunay, Severini, Mondrian, Miró, Ernst, Chirico, Tanguy, Dalí, Magritte, Brauner) que sur la recommandation de Fernand Léger, cette dernière a demandé en vain aux conservateurs du Musée du Louvre d'évacuer de Paris afin d'échapper à la rapacité des dignitaires du régime nazi.
Les Jolas, en 1941, regagnent les États-Unis, mais la France les a marqués à jamais. Ils rencontrent les intellectuels émigrés, André Breton par exemple, et Maria fonde, à New York, la cantine “La Marseillaise” destinée aux marins de la France libre. À la fin de la guerre, les Jolas reviennent en France, à Paris.
Figure bien connue dans les conférences de paix, Maria Jolas est active en Europe en s'opposant à la guerre du Vietnam de 1965 à 1975. Maria Jolas est présidente du Paris American Committee to Stop-War (PACS) comptant plusieurs centaines de membres, formé en 1965 et interdit par le gouvernement français en septembre 1968. Elle traduit également de nombreux ouvrages, dont La Poétique de l'espace de Gaston Bachelard.
Mère de la compositrice Betsy Jolas (1926) et de l'ethnologue Tina Jolas (1929-1999), Maria Jolas meurt à Paris à l'âge de 94 ans.